# 长葛市第一高级中学

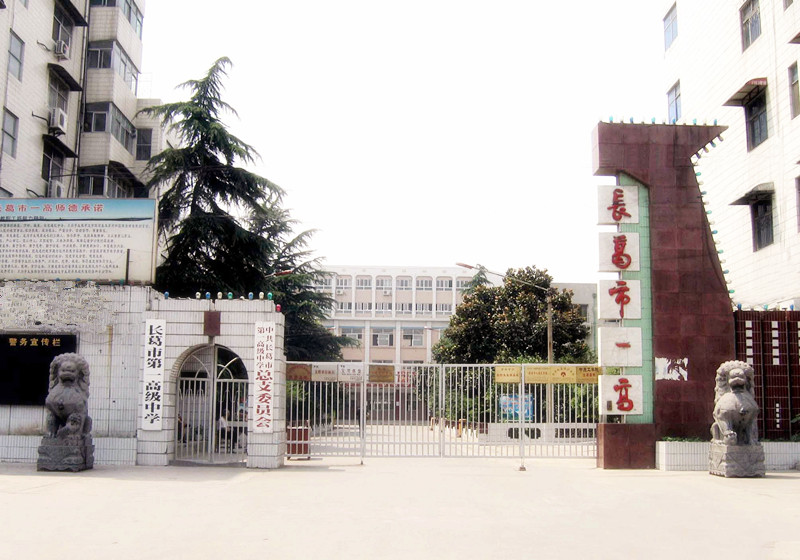
一高大门

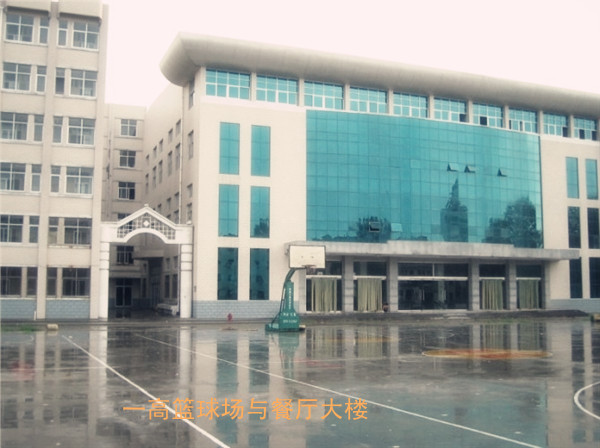
一高篮球场与餐厅大楼

长葛市第一高级中学，简称长葛一高，是长葛市的一所高级中学，老校区位于长葛市八七路164号。

## 概述
学校创建于1907年，由“许长中等蚕桑实业学堂”沿革而来。目前校园占地7.8万平方米。
教师中本科学历者为80%以上，其中许昌市级拔尖人才2人，省级学科带头人3人(长葛市仅此3人)，省级骨干教师2人，许昌市级骨干教师14人。学校为许昌市重点高中和河南省示范性高中。学校曾培养出1998年河南省文科状元盛艳慧（考入北京大学法学院）、刘峰、邓高等一批清华、北大学子。
2006年5月，一高成为济南军区国防生生源基地。
2011年7月9日，一高新校区在市南环路举行工程奠基典礼。新校区总投资1.6亿元，占地面积300亩，总建筑面积13.7万平方米，主要有教学楼、实验楼、艺术楼、图书馆、行政楼、学生宿舍楼、体育馆、食堂、浴室、塑胶跑道及看台等设施。设计容纳学生6000名，一期工程将于2012年暑期完工。新校区将成为长葛市的标志性建筑群。

## 历任校长
- 张朝遂